# VYNCKE

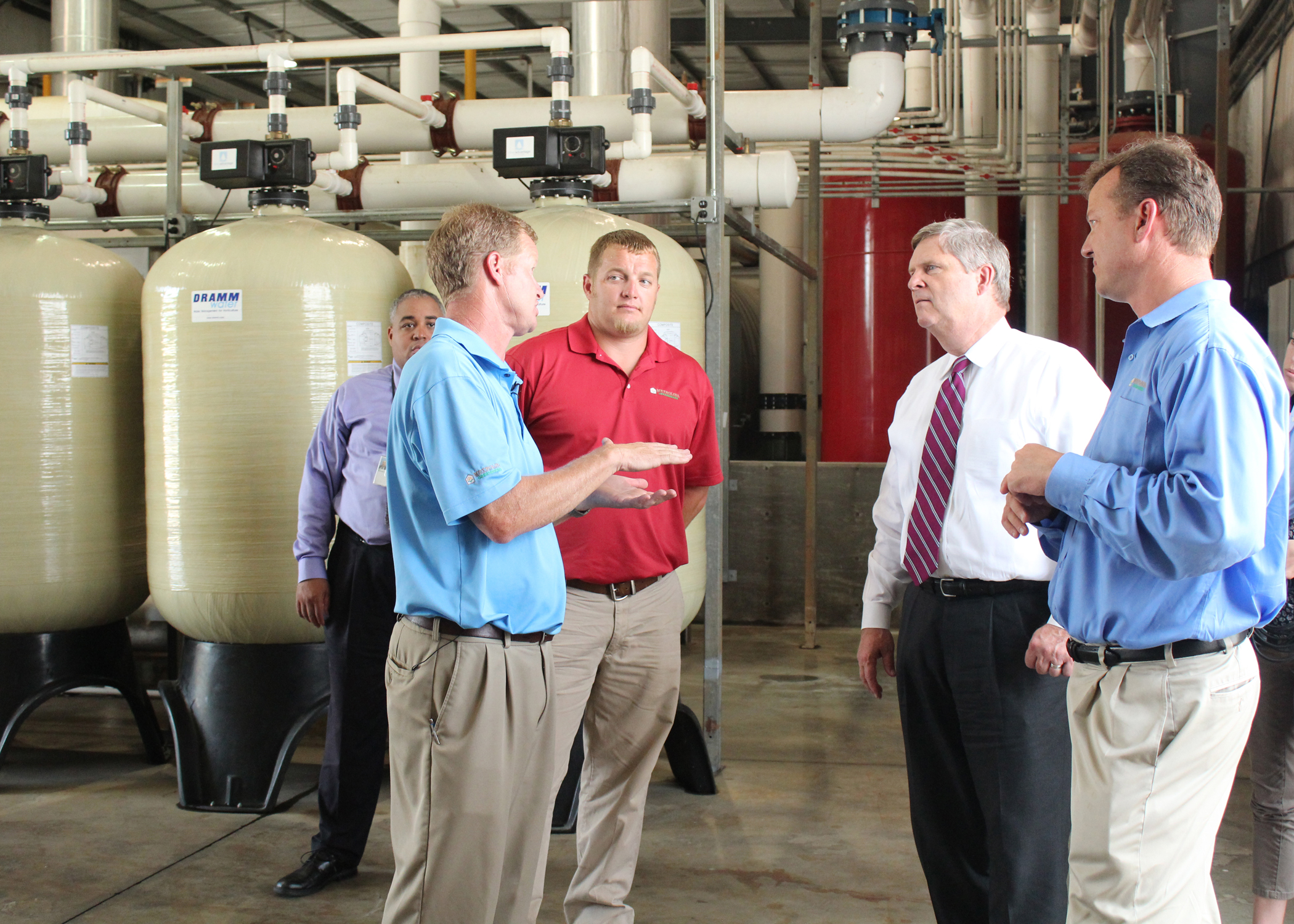
Vijf micron stoomketel bij Metrolina Greenhouses in Huntersville

VYNCKE NV is een familiebedrijf uit West-Vlaanderen dat anno 2022 geleid wordt door de vierde generatie. Het bedrijf is een wereldspeler met meer dan 350 werknemers in België, Brazilië, China, Tsjechië, Duitsland, Maleisië, Spanje,, Thailand en Zuid-Afrika. 
Het bedrijf werd in 1912 opgericht door Louis Vyncke en is gespecialiseerd in het ontwerpen en bouwen van industriële energie-installaties om biomassa en afval te verbranden tot thermische en elektrische energie. Deze energie wordt, afhankelijk van het industriële proces, geleverd onder de vorm van stoom, warm water, thermische olie, heet gas of elektriciteit.

## Geschiedenis
In 1912 vestigde Louis Vyncke zich als smid op ’t Hooge in Gullegem. Hij investeerde in een eerste werkplaats, maar moest in 1914 naar het leger en in 1915 brandde de werkplaats af. Na de oorlog verwierf Louis meer vaardigheden en inkomsten als werknemer in Frankrijk tot 1921. Ondertussen floreerde de lokale vlasindustrie in Vlaanderen. Er was een stijgende vraag naar stoomketels omdat de vlasvezels met behulp van heet water gemakkelijker van hun stengels te scheiden zijn.
Louis Vyncke zette zijn smidskunst in om geklonken ketels te bouwen en te herstellen in een nieuwe werkplaats aan de Moorseelse Kassei in Gullegem. Omdat steenkool duur was en vervoerd moest worden, terwijl vlasafval lokaal gemakkelijk en voordelig beschikbaar was, werden de ketels aangepast om vlasstroafval te verbranden, terwijl de vezels voor de textielindustrie dienden. In het naoorlogse tijdperk werd vlasafval de grondstof voor de productie van vezelplaat, een industrie van waaruit VYNCKE nieuwe klanten aantrok. De zaak breidde zich uit en in 1956 verhuisden de zonen Michel en René naar een nieuw kantoor- en fabrieksgebouw in Harelbeke, waar de hoofdzetel gevestigd is. De stalen gebouwen van het goederenstation van Sint-Niklaas en enkele gebouwen van de Expo 58 in Brussel werden verplaatst en heropgebouwd op deze plaats.
Michel Vyncke breidde de productie van energie-installaties uit in de regio's West-Vlaanderen en Noord-Frankrijk. Toen Michel in 1972 overleed, zette zijn jongste zoon Dirk Vyncke de leiding over het familiebedrijf verder. De oliecrisis van 1973 was voor Dirk een kans om het bedrijf om te vormen tot een wereldspeler in het omzetten van biomassa en afval in energie. In 1992 werd de onderneming een naamloze vennootschap.

## Activiteiten
De activiteiten van het bedrijf VYNCKE NV zijn gericht op drie marktsegmenten: voeding en landbouw, hout, en teruggewonnen brandstoffen. De internationale activiteiten zijn als volgt verdeeld: 3% in België, 45% in Europa en 52% buiten de EU, met een sterke aanwezigheid in Zuid-Amerika en Azië. VYNCKE maakt deel uit van verscheidene internationale joint ventures: PetroBio, Forbes Vyncke, Callens Vyncke, Trasmec en Panel Alliance; allemaal werkzaam in de energie- en procesindustrie. In 2016 kreeg VYNCKE de prijs Onderneming van het jaar.
Peter Vyncke en zijn broer Dieter werden co-CEO in 2002. De raad van bestuur bestaat uit Peter De Keyzer, Alexander Dewulf, Els Verbraecken en Farhad Forbes.